# Lijst van presidenten van Slowakije
Dit is een lijst van presidenten van Slowakije, zowel voor de Eerste Slowaakse Republiek tussen 1939 en 1945 als voor de periode sinds de opsplitsing van Tsjechoslowakije in Tsjechië en Slowakije op 1 januari 1993.

## Presidenten van Slowakije (1939-heden)

### President van de Eerste Slowaakse Republiek (1939–1945)
| Nr. | President | President              | Ambtstermijn                 | Partij    |
| --- | --------- | ---------------------- | ---------------------------- | --------- |
| 1   |           | Jozef Tiso (1887-1947) | 26 oktober 1939 - 8 mei 1945 | HSĽS-SSNJ |

### Presidenten van de Slowaakse Republiek (1993-heden)
| Nr. | President | President                | Ambtstermijn                | Partij            | Partij | Verkiezing |
| --- | --------- | ------------------------ | --------------------------- | ----------------- | ------ | ---------- |
| 1   |           | Michal Kováč (1930-2016) | 2 maart 1993 - 2 maart 1998 | HZDS / Partijloos |        | 1993       |
| 2   |           | Rudolf Schuster (1934)   | 15 juni 1999 - 15 juni 2004 | SOP               |        | 1999       |
| 3   |           | Ivan Gašparovič (1941)   | 15 juni 2004 - 15 juni 2014 | HZD               |        | 2004       |
| 3   | 2009      | Ivan Gašparovič (1941)   | 15 juni 2004 - 15 juni 2014 | HZD               |        |            |
| 4   |           | Andrej Kiska (1963)      | 15 juni 2014 - 15 juni 2019 | Onafhankelijk     |        | 2014       |
| 5   |           | Zuzana Čaputová (1973)   | 15 juni 2019 - 15 juni 2024 | PS                |        | 2019       |
| 6   |           | Peter Pellegrini (1975)  | 15 juni 2024 - heden        | Hlas              |        | 2024       |

Presidentiële vlag van Slowakije
1939–1945
Sinds 1993